# Платан Пушкіна в Гурзуфі
Пушкінський платан. Росте в Гурзуфі, Крим, у парку біля будинку-музею Пушкіна, вул. Набережна, 3.
Посаджений І. І. Фундуклеєм 1838 в рік смерті О. Пушкіна, який бував у цьому маєтку. Обхват дерева близько 5 м, висота 30 м, вік понад 175 років. Дерево необхідно заповісти, встановити огорожу і охоронний знак.

## Ресурси Інтернету
- Фотогалерея самых старых и выдающихся деревьев Украины

## Виноски
1. ↑   Шнайдер С. Л., Борейко В. Е., Стеценко Н. Ф. 500 выдающихся деревьев Украины. — К.: КЭКЦ, 2011. — 203 с.

| Екологія | Це незавершена стаття з екології. Ви можете допомогти проєкту, виправивши або дописавши її. |